# Bohrer

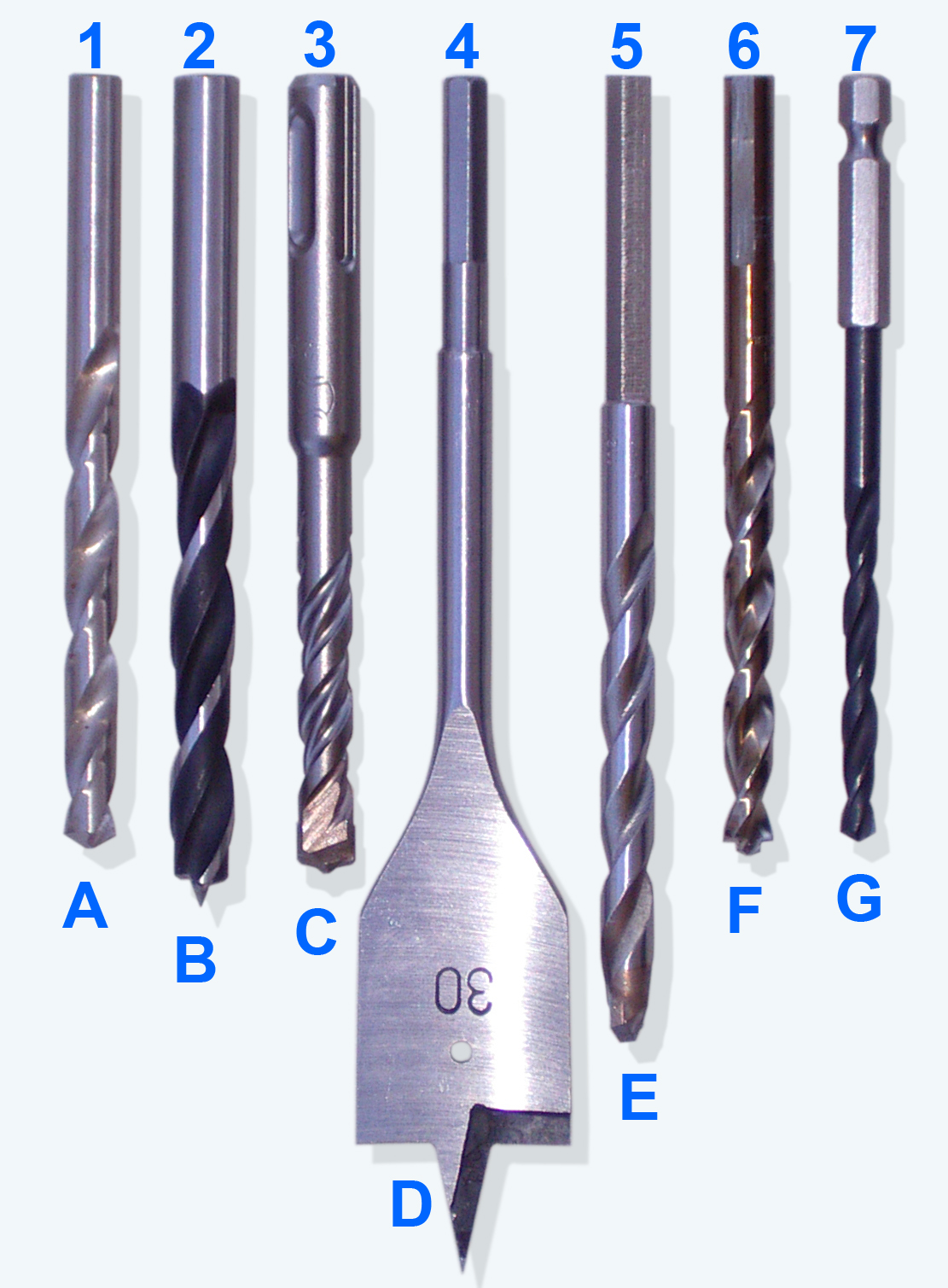
Bohrköpfe für unterschiedliche Materialien:
• A – Metall-Spiralbohrer,
• B – Holz-Spiralbohrer,
• C – Betonbohrer mit Hartmetall-Schneide,
• D – Flachfräsbohrer (Spatenbohrer) für Holz,
• E – Universalbohrer für Metall und Beton mit Hartmetall-Schneide,
• F – Metall-Bohrer, speziell auch für Bleche,
• G – Universalbohrer für Metall, Holz und Kunststoff
Bohrerschäfte:
• 1, 2 – Zylinderschaft,
• 3 – SDS-plus-Schaft,
• 4, 5 – Außenkantschaft (6-Kant und 4-Kant),
• 6 – Zylinderschaft mit drei Fasen,
• 7 – ¼-Zoll-Sechskantschaft

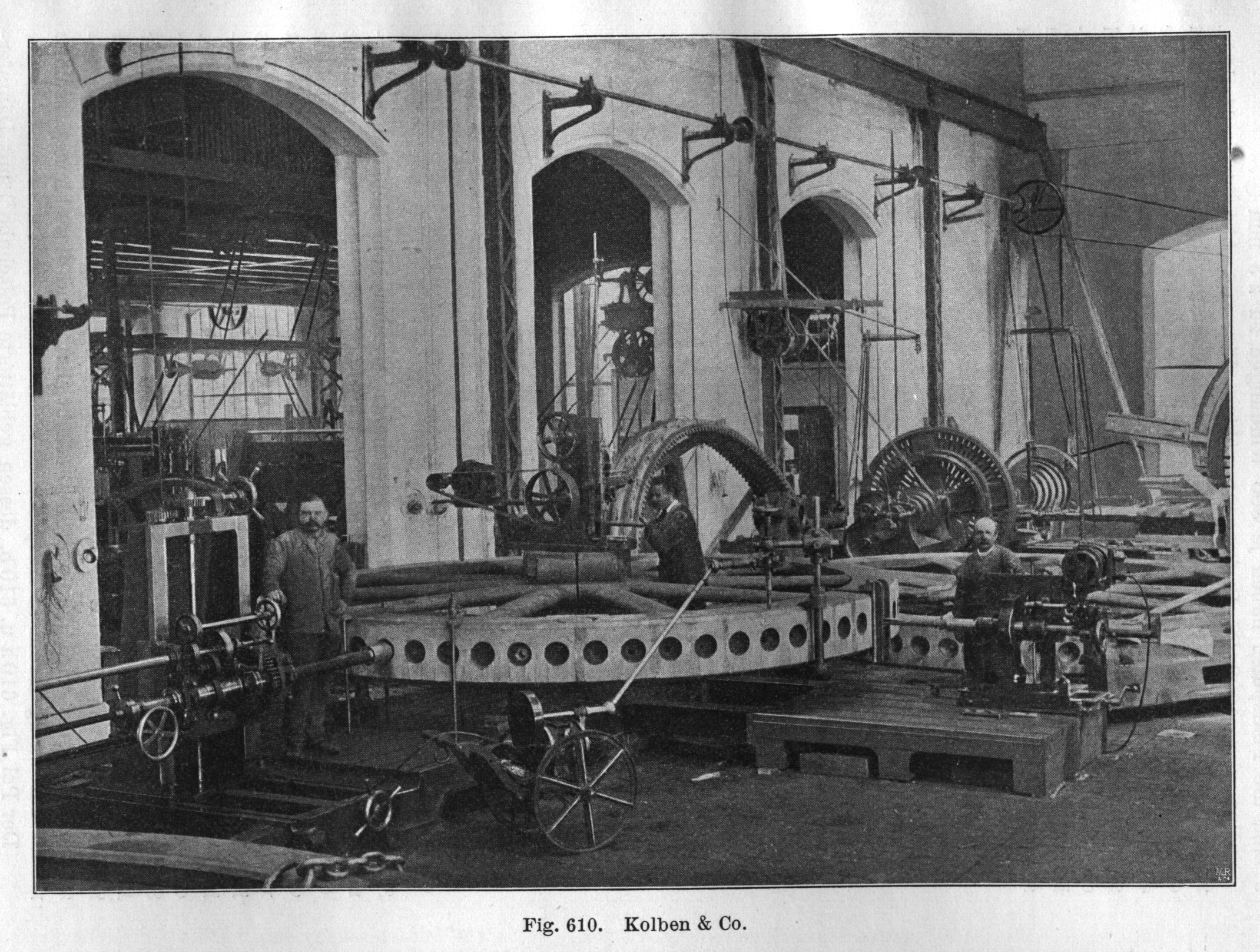
Bearbeitung eines Magnetträgerrades um 1904: Zwei Radialmaschinen fertigen Löcher zur Aufnahme der Polschuhe, eine Nutenziehmaschine zieht Keilnuten ein.

Verschiedene Bohrwerkzeuge mit den herstellbaren Bohrungen. Von links nach rechts: Spiralbohrer, Bohrstange, zwei Reibahlen, Plan-Ansenker mit Führungszapfen und ohne Führungszapfen, Kegelsenker, Gewindebohrer.

Ein Bohrer oder Bohrwerkzeug, bei Verwendung in einer Bohrmaschine auch Bohreinsatz, ist ein Werkzeug, mit dem durch drehende Bewegung Löcher in festem Material hergestellt werden können. Es handelt sich um ein Zerspanungswerkzeug zum Fertigen von Bohrungen durch das Verfahren Bohren. Bohrer haben nur an ihrer Spitze Schneiden. Während der Bearbeitung rotieren sie um ihre eigene Achse und dringen entlang dieser in den Werkstoff ein. Bohrer gibt es für die Bearbeitung von Holz, Metall, Kunststoff und Gestein.
Das häufigste Bohrwerkzeug, das etwa ein Viertel aller Zerspanungswerkzeuge ausmacht, ist der Spiralbohrer. Die meisten bestehen aus Schnellarbeitsstahl (HSS); für besondere Anwendungen gibt es auch welche, die vollständig oder nur teilweise an den Schneiden aus Hartmetall, Bornitrid oder Diamant bestehen. Neben den gewöhnlichen Wendelbohrern gibt es noch Bohrer mit Wendeschneidplatten für größere Bohrungen in Stahl, Kernbohrer zum Kernbohren, Zentrierbohrer für Zentrierbohrungen und Tieflochbohrer für das Tiefbohren. Beim Tieflochbohren ist der Abtransport der Späne problematisch, deshalb pumpen Tieflochbohrer Kühlschmiermittel unter hohem Druck in die Bohrung. Es wird zwischen drei Arten unterschieden: Ejektorbohrer, BTA-Bohrer und Einlippenbohrer. Senkbohrer sind eigentlich für das Senken gedacht, ein dem Bohren ähnliches Verfahren zur Nachbearbeitung von Bohrlöchern, sie können jedoch auch zum Aufbohren genutzt werden.
Außerdem gibt es spezielle Bohrer für die Holzbearbeitung wie den Forstnerbohrer oder den Schlangenbohrer.
In Abgrenzung zum Bohrer rotiert ein Fräswerkzeug ebenfalls um seine eigene Achse, wird aber üblicherweise senkrecht oder schräg zur Rotationsachse bewegt. Fräswerkzeuge weisen an ihrem Umfang Schneiden auf. Manche Fräser eignen sich bedingt auch zum Bohren, können jedoch die Späne nicht oder nur in unzureichender Weise aus dem entstehenden Loch herausfördern.

## Geschichte
Das Bohren ist eine sehr alte Technik. Bohrer aus Stein treten bereits im älteren Jungpaläolithikum, dem Aurignacien auf. Sie dienten damals zur Durchbohrung weicherer Materialien wie Holz, Geweih oder Knochen sowie von Häuten. Die Unterscheidung jungpaläolithischer Bohrer von den sog. Zinken ist allerdings schwierig. Je nach Verwendungszweck gab es bereits damals einfache Bohrer, schwere Grobbohrer, Feinbohrer und Langbohrer. Noch relativ selten waren Steinbohrtechniken mit Hilfe von Quarzsand, etwa bei der Perlenherstellung.
Im Mesolithikum und Neolithikum wurden dann effektivere Steinbohrtechniken entwickelt, und die Bohrtechnik gilt denn auch als eine der wichtigen technischen Charakteristiken jener vor ca. 10.000 Jahren beginnenden Epoche. Man benutzte dabei geschäftete Bohreinsätze und ebenfalls Quarzsand, der auch für den Steinschliff eingesetzt wurde, der anderen wichtigen, technischen Neuerung der Jungsteinzeit außerhalb der reinen Agrartechnik und der Keramikherstellung. Der auch zur Feuererzeugung eingesetzte Bogenbohrer war üblich. Dabei wurden sowohl Volllochbohrer wie Hohlbohrer aus organischem Material eingesetzt (etwa Schilfrohr), bei denen der Bohrsand in der Hülse enthalten war und während des Bohrens nach außen trat.

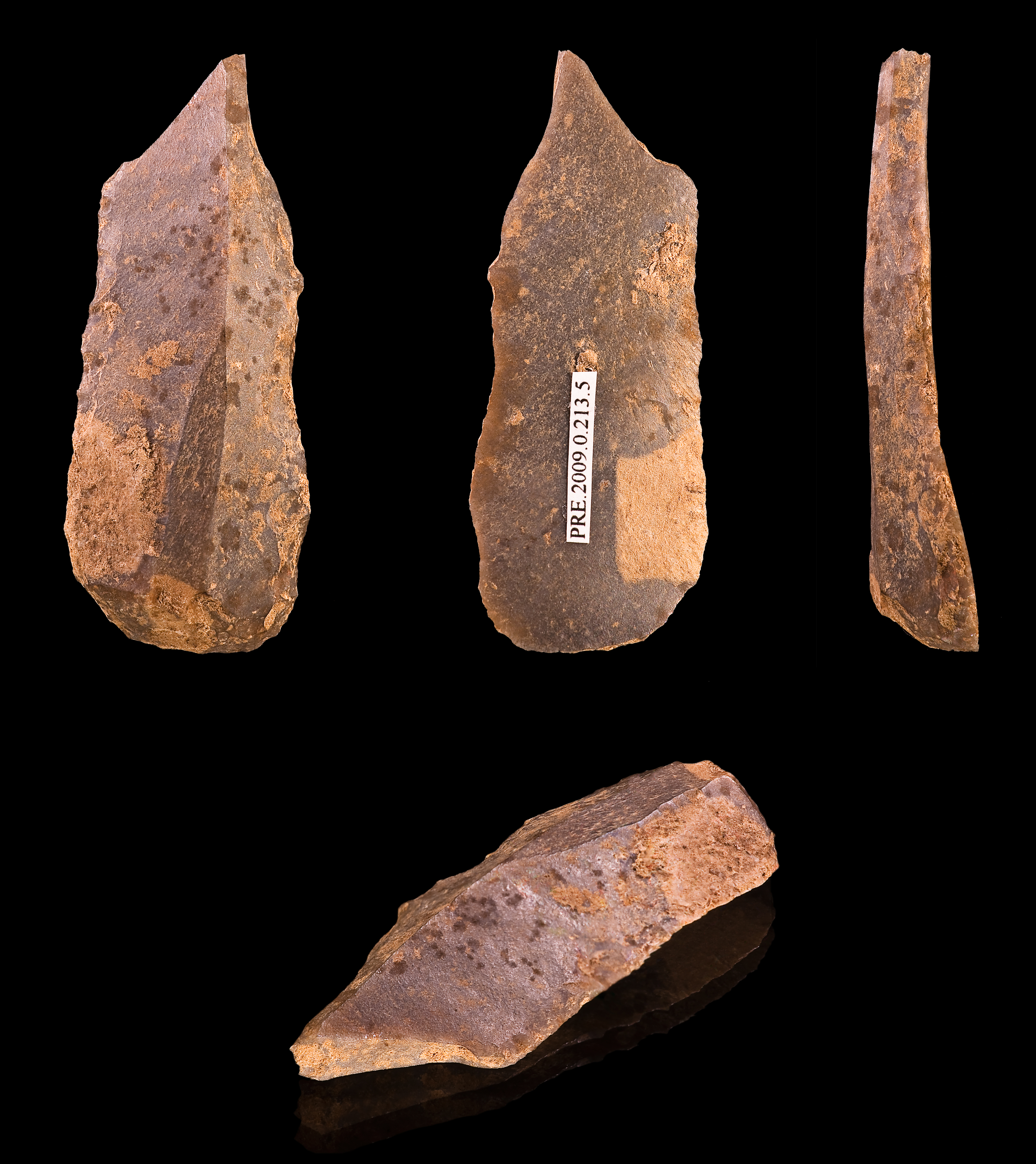
Paläolithischer Bohrer aus dem Gravettien vor 22–28.000 Jahren
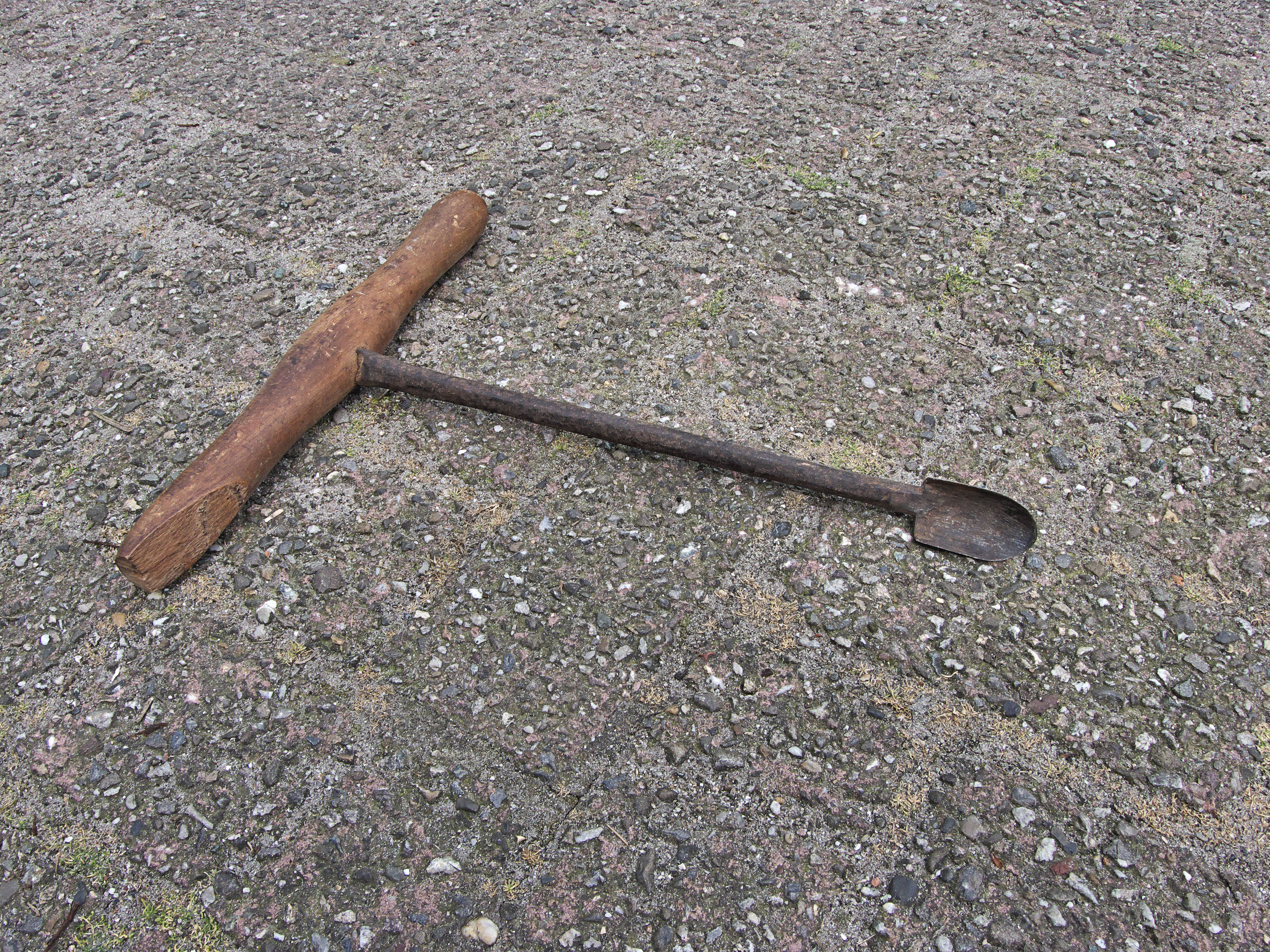
Löffelbohrer
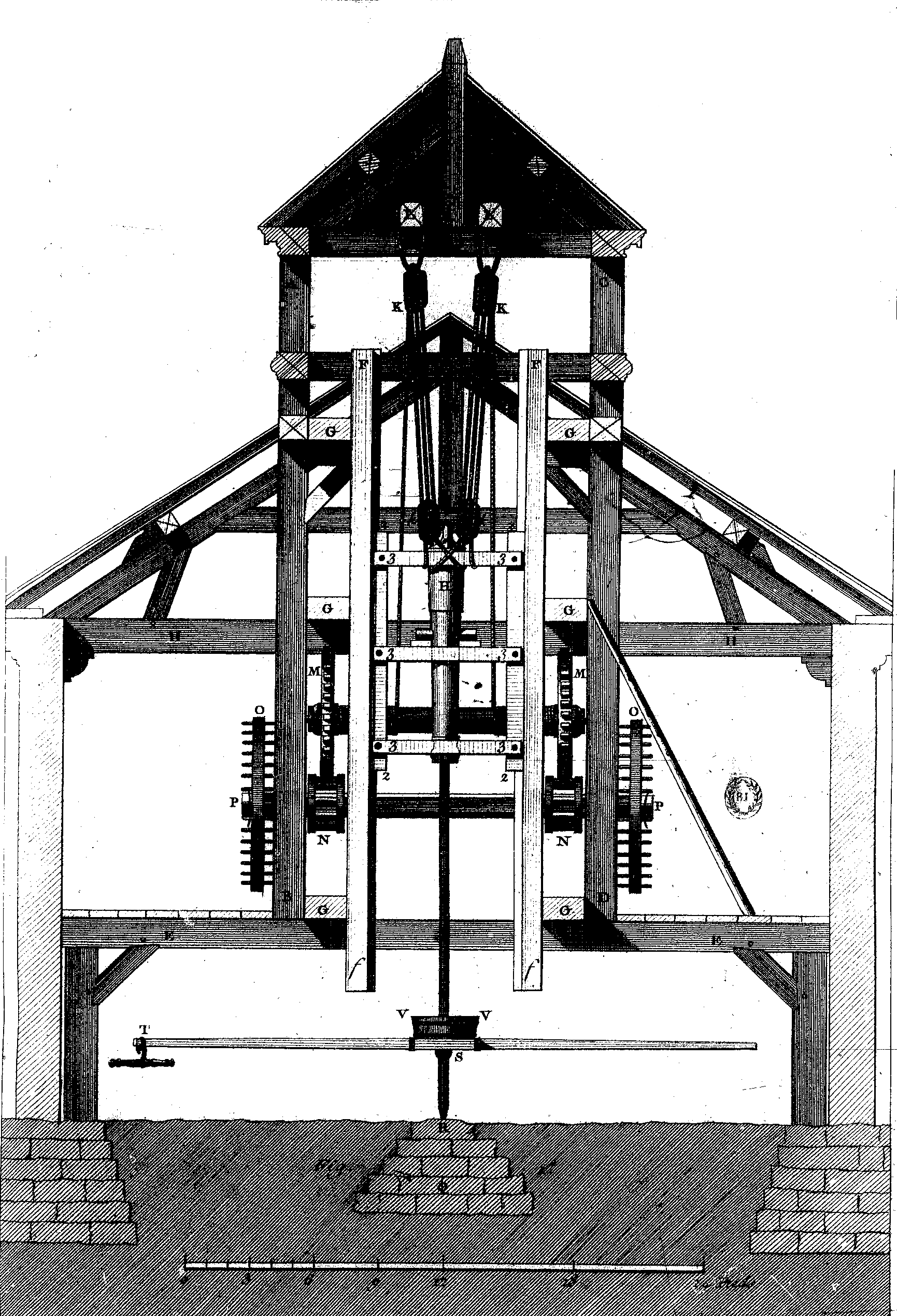
Kanonenbohrwerk:[2] Die Kanone hängt mittig mit der Mündung nach unten. Unten ein Göpel zum Antrieb.

Technik der prähistorischen Bohrung: Es gab hier zwei grundlegende Methoden:
- die unechte Bohrung, bei der durch beidseitiges Picken sanduhrförmige Vertiefungen erzeugt wurden, die ein doppeltes Bohrloch hinterließen,
- die echte Bohrung als Voll- oder Hohlbohrung (Zapfenbohrung) sowie Linsenbohrung.
Die Vollbohrung erfolgte mit einem schnell rotierenden Bohrkopf aus hartem Material, eventuell mit Hilfe von Sand als Schmirgel. Kennzeichen ist das V-förmige Bohrloch.
Bei der Hohlbohrung werden hohles Holz, Hohlknochen oder Schilf als schnell rotierende Bohrhilfe verwendet, wobei die eigentliche Schleifarbeit durch Quarzsand erfolgt, der um den Bohrer angehäuft wird. Meist wird von zwei Seiten gebohrt. Bei einseitigem Bohren entsteht ein konischer Zapfen, der herausfällt. Die Technik ist weniger zeitaufwendig als die Vollbohrung.
Die Linsenbohrung des Natufien ist ein Sonderfall, denn sie wurde nur zur Aushöhlung von Steingefäßen mit Hilfe eines Bogenbohrers eingesetzt.

Zum Bohren nutzte man in der Antike zunächst den Schneckenbohrer, der aus einem verdrehten vierkantigen Stab bestand und nur Sägemehl, aber keine Späne lieferte. Abgelöst wurde er durch den Löffelbohrer, der bis ins 19. Jahrhundert gebräuchlich war. Für die Bearbeitung von Glas und Edelsteinen nutzte man auch schon Bohrer, deren Spitzen mit Diamantsplittern besetzt waren.
Im Mittelalter nutzte man Drillbohrer mit Rennspindel oder Bohrleiern.
Kanonen wurden in der frühen Neuzeit zunächst aus Bronze über einem Kern gegossen und anschließend ausgebohrt. Dazu wurden senkrechte oder waagrechte Bohrwerke entwickelt. Später konnte man auch eiserne Kanonenrohre aus dem Vollen bohren.
In der Mitte des 19. Jahrhunderts entstand der heute noch gebräuchliche Spiralbohrer, der auch Wendelbohrer genannt wird. Da er aufwändig herzustellen ist, setzte er sich erst gegen Ende des Jahrhunderts durch.
Im 20. Jahrhundert entstanden Bohrer mit Wendeschneidplatten und spezielle Bohrer für das Tiefbohren wie die Einlippenbohrer, der BTA-Bohrer und Ejektorbohrer.

## Bestandteile
Ein Bohrer besteht aus Schaft und Kopf. Der Bohrerschaft überträgt das Drehmoment auf den Bohrkopf, führt den Bohrkopf, ermöglicht den Abfluss des Bohrguts und stellt die Zufuhr eines Kühlschmiermittels sicher. Der Bohrkopf übernimmt die Zerspanarbeit.

### Schaft
Der Bohrer wird an seinem Schaft (häufig zylinderförmig, normal 0,5 – 13 mm, manchmal auch ein Sechskant) in einer Werkzeugaufnahme, die meist als Bohrfutter ausgeführt ist, festgehalten und so mit einer Bohrmaschine verbunden. Durchmesser ab 5 mm können auch mit einer kegelförmigen Aufnahme, dem so genannten Morsekegel (z. B. MK1, MK2 usw.) versehen sein. Bohrer ab 13 mm haben in der Regel nur noch MK-Schäfte, damit das nötige hohe Drehmoment der Bohrmaschine besser übertragen werden kann (siehe auch Bohrfutter).
Schlangenbohrer für Handbohrwinden sind vereinzelt noch mit einem konisch zulaufenden Vierkant-Schaft erhältlich.

### Kopf
Der Bohrkopf beim gewöhnlichen Spiralbohrer besteht aus der Spitze, den zwei Schneiden und der die beiden Schneiden verbindenden Nebenschneide. Der Spitzenwinkel beträgt normalerweise 118° (100° für Aluminium und Kupfer, bis 135° für gehärteten Stahl). Die zwei Hauptschneiden tragen vom zu bearbeitenden Material je einen Span ab. Je nach dem zu bearbeitenden Material sind die Schneiden in passenden Winkeln geschliffen (Schnittwinkel, Freiwinkel, Spanwinkel, Keilwinkel). Die Späne werden durch seitliche, wendelförmig am Schaft eingearbeitete Nuten, die als Spankammern wirken, entgegen der Vorschubrichtung aus dem entstandenen Bohrloch herausgeleitet.

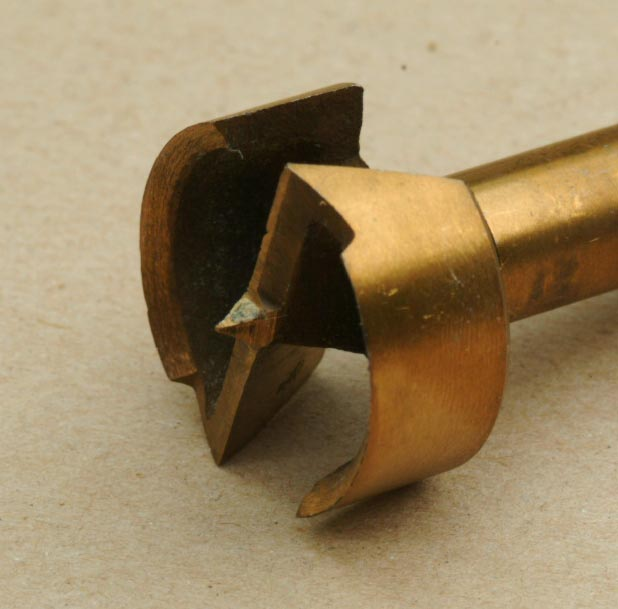
Forstnerbohrer

## Bohrerarten

### Holzbohrer
Ein Holzbohrer zeichnet sich dadurch aus, dass er in der Mitte eine dünne Spitze zur Zentrierung hat. Die beiden Schneiden stehen außen so vor, dass der Rand des Loches als erstes geschnitten wird. Dadurch werden die Fasern des Holzes sauber abgeschnitten und das Loch bekommt einen relativ glatten Rand.
Holzbohrer bestehen meist aus einer Chrom-Vanadium-Legierung und sind teilweise auch hartmetallbestückt.
Zu den Holzbohrern zählen der Forstnerbohrer, der Kunstbohrer (Zylinderkopfbohrer), der Schneckenbohrer, die Bohrsäge und der Schlangenbohrer.

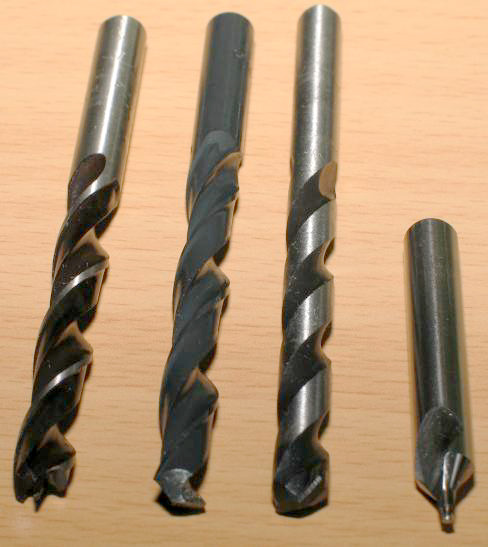
Spiralbohrer. Von links nach rechts: 8-mm-Bohrer für Holz, Metall und Beton sowie ein Zentrierbohrer

### Spiralbohrer
Spiralbohrer, Wendelbohrer oder Wendelnutenbohrer haben einen kegelförmigen Kopf und fast immer zwei Schneiden, die jeweils aus Hauptschneide, Nebenschneide und Querschneide bestehen. Sie sind die am häufigsten eingesetzten Zerspanungswerkzeuge mit einem Anteil von 20 bis 25 %.

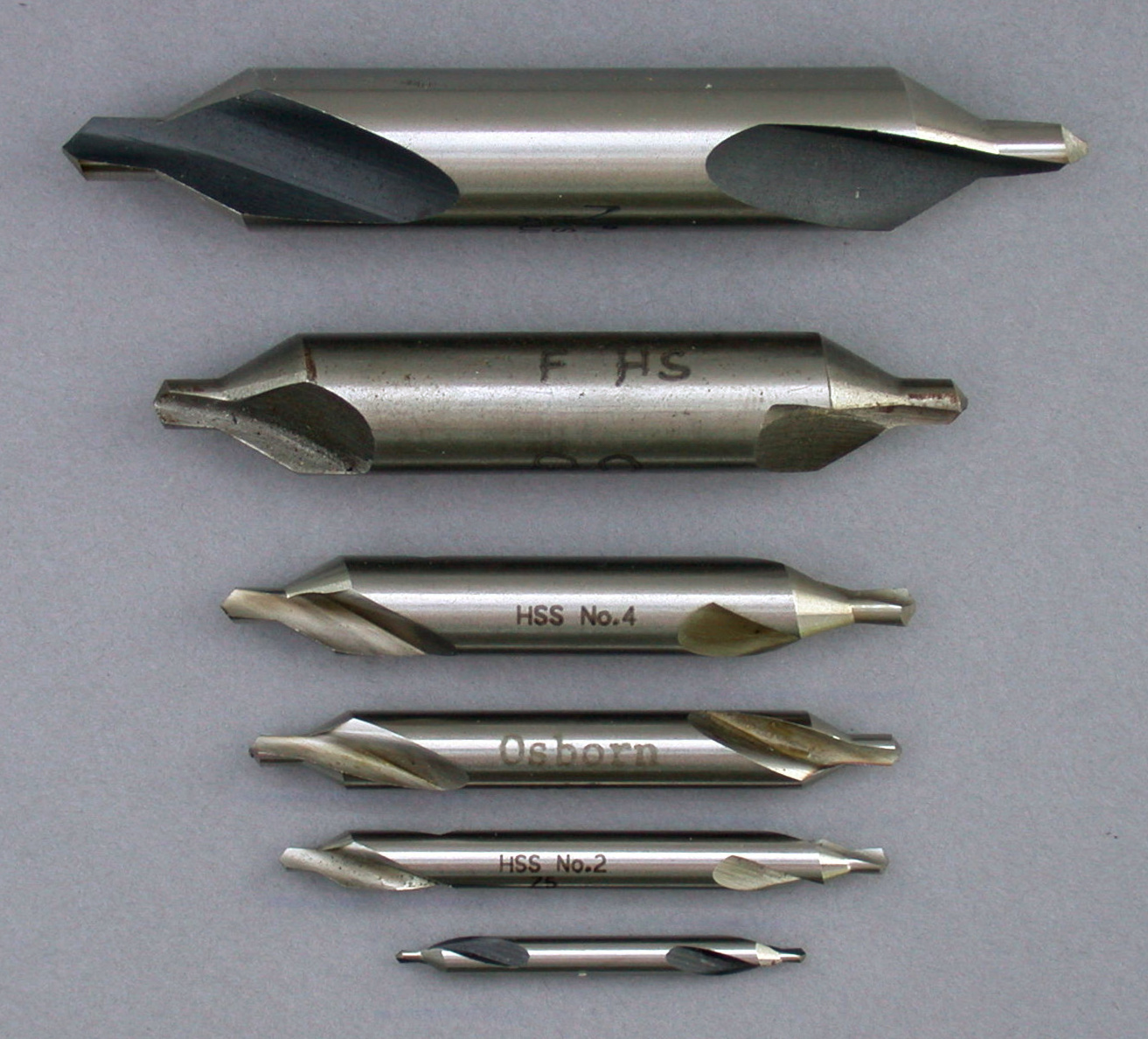
Zentrierbohrer für Zentrierbohrungen nach DIN 332 Form A

### Zentrierbohrer und Anbohrer
Ein Zentrierbohrer ist ein speziell für die Herstellung von Zentrierbohrungen ausgeführter Bohrer. Er ist aus HSS hergestellt, besonders kurz und hat ein abgestuftes Profil. Dieses weist ganz vorne eine zusätzliche Zentrierspitze auf. Der Durchmesser dieser Spitze ist zugleich Nenndurchmesser des Zentrierbohrers. Er beträgt 0,5–12,5 mm und ist auf einer Länge, die etwas größer als der jeweilige Durchmesserwert ist, konstant. Anschließend gehen die Schneiden in einem Bereich mit 60° Spitzenwinkel in den größeren Schaftdurchmesser über. Zentrierbohrer sind in der Norm DIN 333 definiert; mit solchen Werkzeugen erzeugte Zentrierbohrungen in DIN 332.
Bedingt durch die klein dimensionierte Zentrierspitze treten beim Anbohren des Werkstoffs deutlich geringere Radialkräfte und Reaktionskräfte durch den Span auf. Diese Faktoren vermindern ein Verlaufen des Bohrers, wodurch die Positionsgenauigkeit der hergestellten Bohrung deutlich verbessert wird. Die eigentliche Bohrung kann anschließend mit einem Spiralbohrer gebohrt werden, welcher durch die Zentrierbohrung von Anfang an seitlich geführt ist; dies geschieht durch die unterschiedliche Ausführung der Spitzenwinkel, die den Spiralbohrer nur an einem Punkt der Auflagefläche führen. Es lassen sich jedoch mit einem Zentrierbohrer keine tiefen Bohrungen herstellen (max. bis zum Erreichen des vollen Durchmessers, da im oberen Bereich eine Spannut zur Spanabfuhr fehlt); er ist nur zum Zentrieren geeignet.
Der Übergang vom Durchmesser der Zentrierspitze zum Schaftdurchmesser ist je nach gewählter Form, nach DIN 332 Form R, A, B oder C, im Detail unterschiedlich ausgeführt.
Eine Anwendung ist die Herstellung eines Zentrierpunktes an Drehteilen oder anderen Bohrwerkstücken, für die Reitstockspitze auf einer Drehmaschine.
Die Verwendung von NC-Anbohrern empfiehlt sich bei Werkzeugmaschinen mit hoher geometrischer Steifigkeit; darunter fallen insbesondere Bearbeitungszentren vielfach aber auch andere numerisch gesteuerte Maschinen, da sie oft sehr stabil gebaut sind. Bei NC-Anbohrern entfällt die Zentrierspitze, wodurch sich kürzere Anbohrwege ergeben. Ihr Spitzenwinkel beträgt 60, 90 oder 120°. Tiefe Bohrungen können damit nicht gebohrt werden, da sie keine Führungsfasen besitzen.

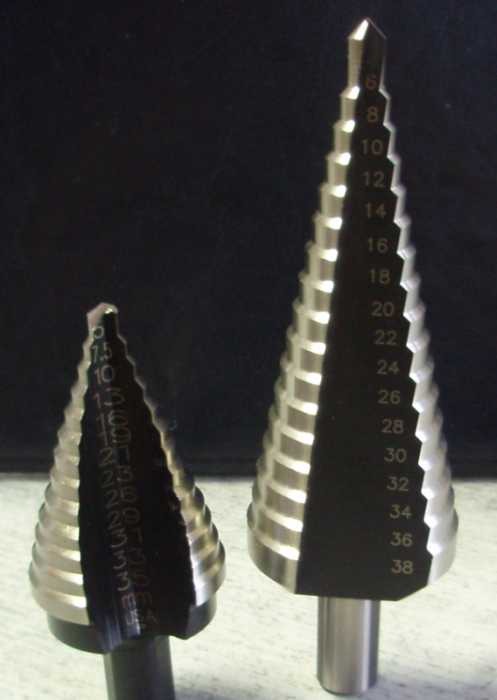
Stufenbohrer

### Schälbohrer oder Stufenbohrer
Schälbohrer dienen zur Herstellung von Bohrungen in dünnen Blechen, Kunststoffplatten und (mit Einschränkungen) Holzwerkstoffplatten. Ihr Aussehen ähnelt dem eines Kegelsenkers. Im Gegensatz zum Spiralbohrer stehen mehr Schneiden beim Bohren zur Verfügung. Das erhöht das Zerspanvolumen, gibt dem Bohrer in dünnem Material eine bessere Führung und verbessert die Rundheit der Bohrung. Zur Erhöhung der Standfestigkeit sind diese Bohrer oft titanbeschichtet. Bleche müssen in der Regel vorgebohrt werden, um den Schälbohrer ansetzen zu können.
Mit Schälbohrern sind nur schräge Lochwände möglich, was bei einigen Anwendungen störend sein kann. Stufenbohrer dagegen erzeugen gerade Lochwände. Beim Schälbohrer muss während der Bohrung auf den Lochdurchmesser geachtet werden, damit das Loch nicht zu groß wird. Beim Stufenbohrer wird bis zum gewünschten Durchmesser gebohrt und der Übergang zur nächstgrößeren Stufe entgratet zugleich den Rand des Bohrlochs. Schälbohrer bieten demgegenüber den Vorteil, dass stufenlos jeder beliebige Lochdurchmesser gebohrt werden kann.

### Aufbohrer
Eine Bohrung, die mit einem Spiralbohrer vorgearbeitet wurde, kann bei Bedarf mit einem Aufbohrer aufgebohrt werden, um sie dann mit einer Reibahle auf das erforderliche präzise Endmaß zu bringen.

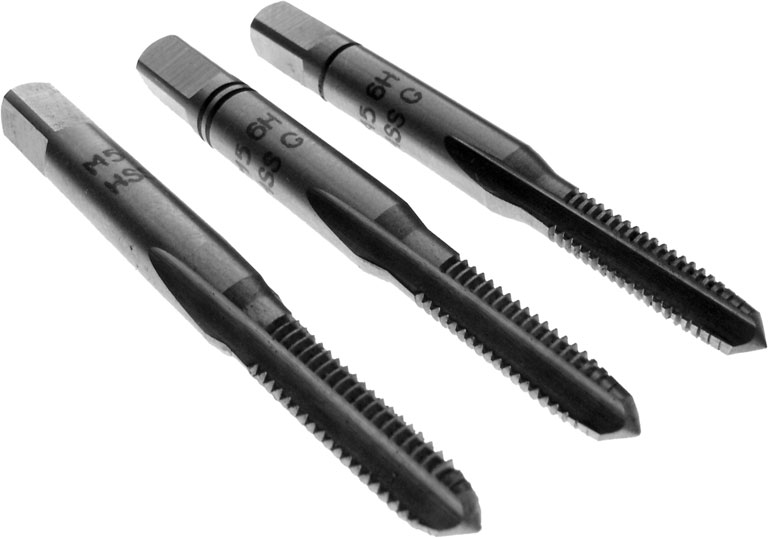
Ein Satz Gewindebohrer

- Siehe auch: Ausspindler.

### Gewindebohrer
Gewindebohrer dienen zur Fertigung von Gewindebohrungen. Sie enthalten die Form des Gewindes als Negativ, das aber von Spannuten unterbrochen ist.
Außengewinde werden durch Schneideisen erzeugt.
Alternativ können Gewinde auch gedreht, gefräst oder gewalzt werden.

### Wendeplattenbohrer
Wendeplattenbohrer ähneln in ihrem Aufbau den Spiralbohrern. Sie haben ebenfalls Nuten zum Abtransport der Späne. Die Zuführung des Kühlschmiermittels erfolgt durch den Werkzeugschaft. Wendeplattenbohrer besitzen an der Spitze mindestens zwei oder mehrere austauschbare Wendeschneidplatten die asymmetrisch angeordnet sind. Diese bestehen aus einem Grundkörper aus Werkzeugstahl mit Spanfläche und Spannuten als Aufnahme für eine oder mehrere Wendeschneidplatten. Meist werden zwei verwendet, die mit Schrauben im Plattensitz befestigt sind. Eine Besonderheit stellen sogenannte „Eco-Cut-Bohrer“ dar: Sie besitzen eine Wendeschneidplatte, mit der eine zentrische Bohrung angefertigt und danach ausgedreht werden kann. Wendeplattenbohrer werden im Durchmesserbereich von 16 mm bis etwa 60 mm eingesetzt, in Ausnahmefällen auch bis 120 mm.
Wenn die Wendeschneidplatten in verschiedenen Radien angebracht sind, handelt es sich streng genommen um einzeln fräsende Schneiden.
Die innere Platte zerspant im Zentrum, während die Äußere die Bohrungswand bearbeitet (beim Spiralbohrer bearbeiten beide Schneiden denselben Bereich). Dadurch werden die Platten ungleich belastet (Schnittgeschwindigkeit, Schnittweg), weswegen eine sorgfältige Anpassung von Werkstoff, Schneidstoff und Schneidengeometrie empfehlenswert ist. Die innere Platte kann wegen der niedrigeren Schnittgeschwindigkeit aus einem weicheren Schneidstoff bestehen als die äußere.
Durch die bei Wendeschneidplatten recht hohen Vorschubwerte pro Schneide sind trotz des Fehlens der zweiten Schneide die Vorschübe vergleichbar mit den Vorschüben, welche mit Spiralbohrern erreichbar sind.

### Tiefbohrer (Metallbearbeitung)

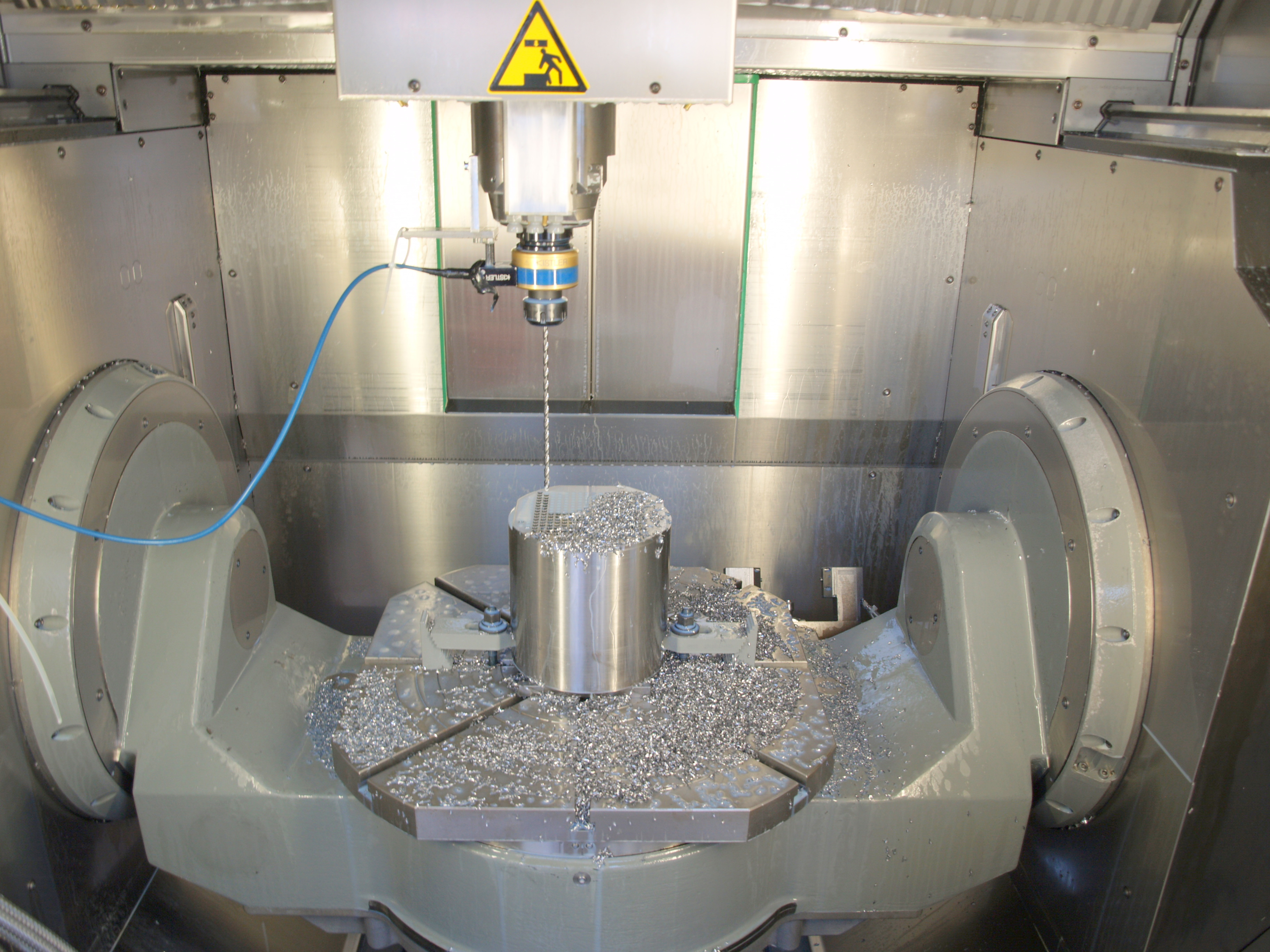
Tiefbohren auf Bearbeitungszentrum mit überlangem Spiralbohrer

Tiefbohren (oder synonym Tieflochbohren) in der Metallverarbeitung beginnt (gemäß VDI 3210) bei einer Bohrungstiefe vom 3-Fachen des Werkzeugdurchmessers.
Die Schwierigkeit beim Tiefbohren ist, das Wandern der Bohrkopfmitte weg von der eingestellten Achse zu minimieren, obwohl der Bohrerschaft wegen seiner Länge eine geringere Biegesteifigkeit besitzt als beim gewöhnlichen Bohren. Erreicht wird das durch zwei Eigenschaften von Tiefbohrern:
- Keine stumpfe Querschneide in der Mitte der Bohrerspitze, die nur Material verdrängt oder abschabt, hohen Bohrdruck erfordert und seitliche Ausweichbewegungen des Bohrers provoziert. Stattdessen wird die gesamte Querschnittsfläche durch eine oder mehrere Schneiden regulär spanabhebend geschnitten.
- Da der Bohrerschaft keine saubere Definition der Lage des Bohrkopfes liefern kann, übernimmt die Wand des bereits gebohrten Loches diese Aufgabe. Außer bei den allereinfachsten Tiefbohrern, sorgen ein oder mehr Längsstege, sogenannte Führungsleisten, an der Außenseite für diese Lagedefinition. Diese sind entweder beim äußeren Abschleifen des Bohrkopfes stehengelassen oder speziell in Nuten eingefügt. Es ist also das Material des Bohrguts, das die seitlichen Kräfte beim Bohren aufnimmt. Deswegen benötigt man zum Beginn des Bohrprozesses eine Pilotbohrung oder Bohrbuchse.

Auf diese Weise sind Bohrtiefen bis zum 250-Fachen des Werkzeugdurchmessers möglich, bei gleichzeitig hoher Oberflächengüte und Einhaltung von Maßtoleranzen bis H8(H7).
Die verschiedenen Verfahren unterscheiden sich im Wesentlichen durch die Schneidenanzahl – mehrschneidige Werkzeuge kommen nur bei größerem Durchmesser zum Einsatz – und der Zuführung des Kühlschmiermittels, welches auch dem Abtransport der Späne dient:
- Zuführung durch Bohrung im Werkzeug, Abführung zwischen Werkzeug und Bohrungswand (Einlippenbohren, ELB)
- Zuführung zwischen Werkzeug und Bohrungswand, Abführung durch Bohrung im Werkzeug (Einrohrsystem)
- Zuführung und Abführung innerhalb des Werkzeugs, durch Bohrung mit innenliegendem Rohr (Doppelrohrsystem).

Bei kleinerem Durchmesser besteht der Bohrkopf ganz aus Hartmetall, in das die Werkzeuggeometrie eingeschliffen wird, und ist auf den Bohrerschaft aufgelötet. Größere Werkzeugköpfe bestehen aus Stahl und haben eingeschraubte Hartmetall-Schneidelemente.
Seit einigen Jahren werden zunehmend zweischneidige (überlange) Spiralbohrer als Tiefbohrwerkzeuge eingesetzt. Das Längen-zu-Durchmesser-Verhältnis ist dabei im Gegensatz zu Einlippen-Tiefbohrwerkzeugen auf etwa 40 begrenzt. Der Vorteil dieses Werkzeugtyps ist eine Steigerung der Bearbeitungsgeschwindigkeit gegenüber dem Einlippen-Tiefbohren auf das Siebenfache.

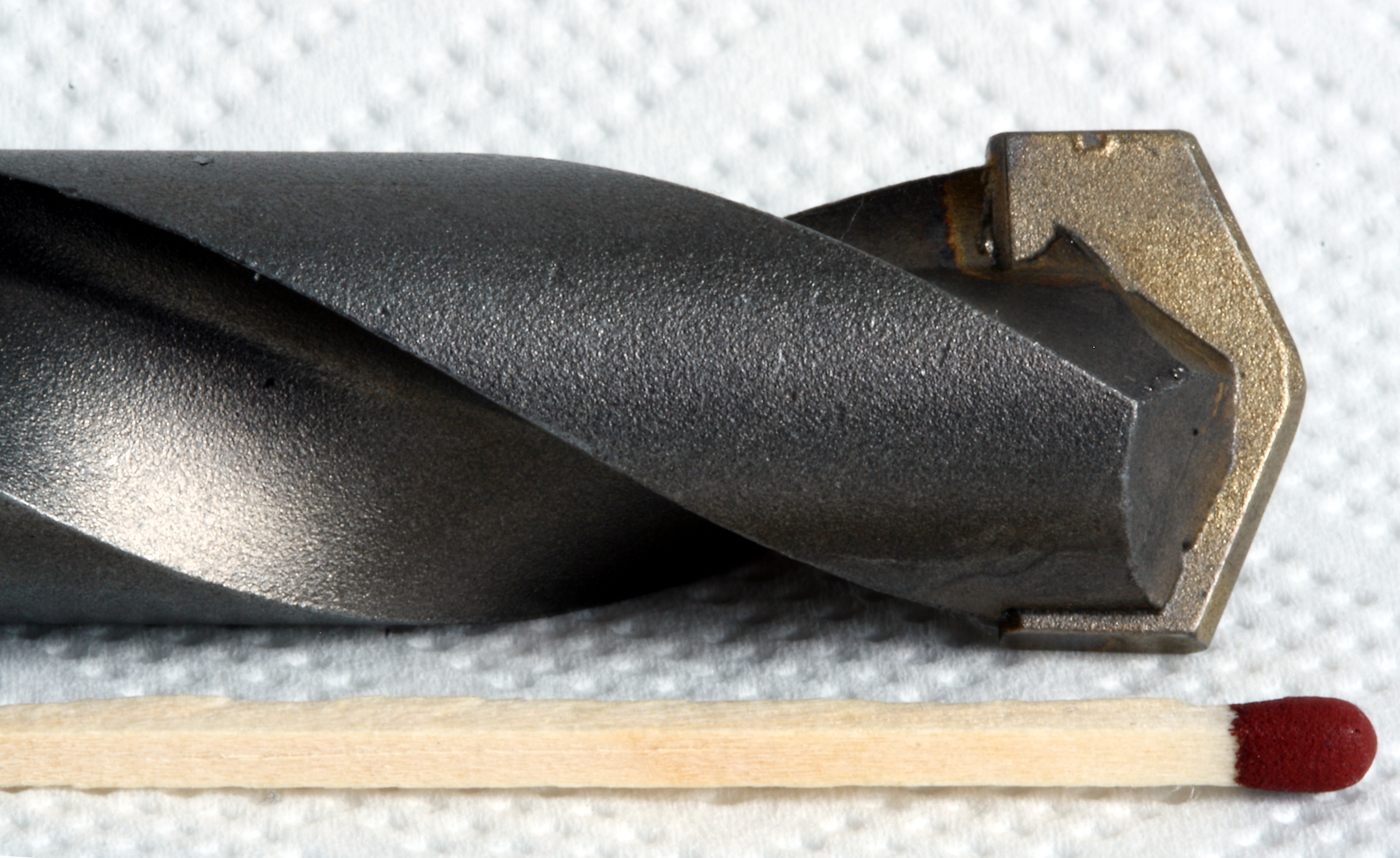
Steinbohrer

### Stein- und Betonbohrer (Hammerbohrer)
Für die Bohrung in Ziegeln, Stein, Beton und anderen mineralischen Baustoffen werden Bohrer mit Hartmetallplatte als Bohrkopf verwendet. Eingesetzt werden mittlere bis grobe Hartmetalle mit hohem Binderanteil, um die benötigte Zähigkeit zur Absorbierung der Schlagwirkung zu erreichen.
Die Hartmetallplatte wird bei größeren Durchmessern auf den Schaft aus Werkzeugstahl gelötet und bei kleinen Bohrern auch geschweißt.
Die Firma Widia brachte Bohrer mit Hartmetallkopf vor dem Zweiten Weltkrieg erstmals auf den Markt. Umgangssprachlich werden Hammerbohrer häufig noch als Widia-Bohrer bezeichnet.
Bohrer mit glattem Schaft können mit jeder beliebigen Bohrmaschinen oder mit Akkuschraubern verwendet werden, die über eine Schlagfunktion verfügen.
Bohrhämmer besitzen meist ein pneumatisches Schlagwerk und werden heute überwiegend mit SDS-Schnellwechselaufnahme ausgeliefert, in die Bohrer mit einem passend geschlitzten und genuteten Schaft mit einem Handgriff eingesetzt werden können.
Die SDSplus-Aufnahme wird üblicherweise für Bohrungen bis max. Ø16 mm und leichte Meißelarbeiten eingesetzt, für größere Bohrungen und schwere Stemmarbeiten steht die SDSmax-Aufnahme mit größerem Durchmesser zur Verfügung.
Hammerbohrer mit einem Vollhartmetallkopf mit 4 Schneiden(2 Haupt- und 2 Nebenschneiden) können auch in armiertem Beton eingesetzt werden, da der Bohrer beim Auftreffen auf ein Armierungseisen nicht verhakt.

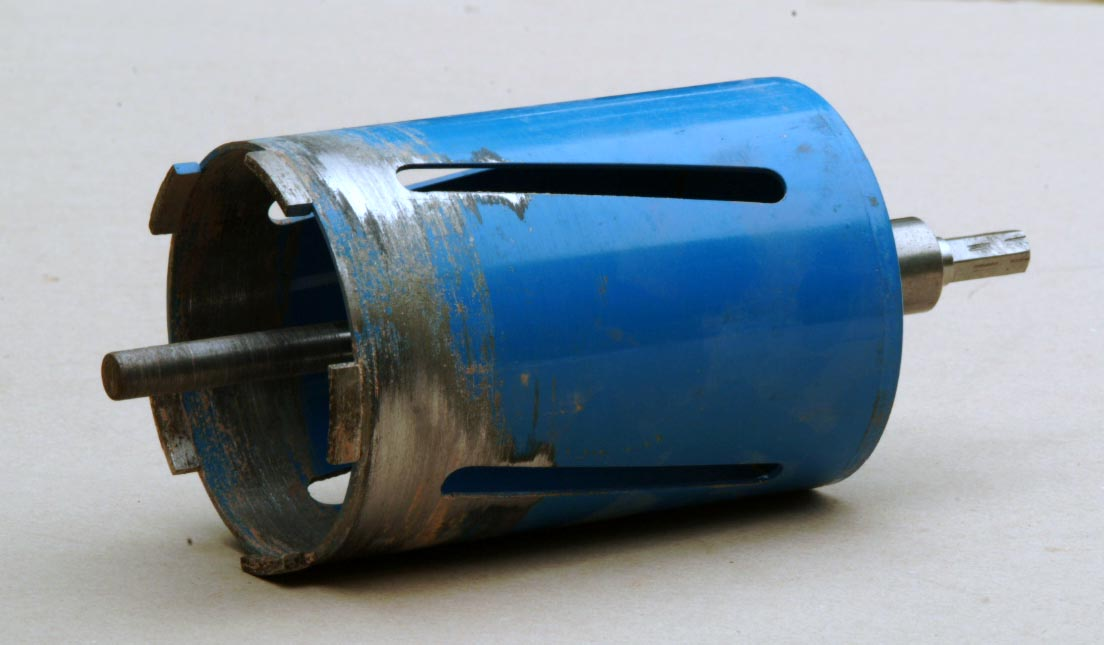
Bohrkrone zum Herstellen von Löchern in mineralischen Baustoffen. Statt Zentrierbohrer ist hier ein Zentrierstab eingesetzt, so dass ein Führungsloch vorgebohrt werden muss.

### Bohrkrone
Bohrungen mit größeren Durchmessern werden vorteilhaft mit zylinderförmigen Bohrkronen (Kronenbohrern) durchgeführt, die das Material nur am Umfang zerspanen. In der Mitte der Bohrung verbleibt ein Bohrkern. Die Bohrung kann so schneller und mit weniger Kraft- und Energieaufwand ausgeführt werden und weniger zerkleinertes Material muss abgeführt werden.
Große Bohrtiefen können nur in Materialien ausgeführt werden, die das Ausbrechen und die Entnahme des Bohrkernes ermöglichen. Hierfür werden auch spezielle Zangen eingesetzt.
Bohrkronen werden vorzugsweise mit speziellen Kernbohrmaschinen eingesetzt, die in einem Stativ geführt werden und eine Zuführung von Wasser durch die hohle Bohrspindel ermöglichen. Es bedarf einiger Erfahrung, Kernbohrgeräte ohne Verwendung eines Bohrständers frei zu führen.
Bohrkronen mit begrenzter Tiefe, wie etwa Dosensenker, werden oft mit einem zentralen Zentrierbohrer ausgerüstet, was die Verwendung einer handgeführten Bohrmaschine unproblematisch macht.
Bohrkronen können in verschiedensten Materialien eingesetzt werden. Ausführungen:
- Lochsägen zur Verwendung in Holz, Kunststoffen und Trockenbauplatten haben eine Sägezahnung, gegebenenfalls mit Hartmetallbesatz. Lochsägen für Keramikfliesen sind mit Diamant bestreut oder besitzen ebenfalls Hartmetallschneiden.
- Mit Kernbohrern bzw. Kernlochbohrern werden Metalle gebohrt, im Stahlbau oft mit Magnetbohrmaschinen.
- Mineralische Baumaterialien werden mit diamant- oder hartmetallbesetzten Bohrkronen bearbeitet. Diamant-Bohrkronen sind zur besseren Abfuhr des zerkleinerten Materials oft mit einzelnen Schneid-Segmenten besetzt und das Bohrklein wird mittels Bohrspülung abgeführt. Kleinere Durchmesser werden auch mit durchgängig besetzten Ringbohrkronen ausgeführt. Manche Bohrkronen sind mit einer Wendelnut auf dem äußeren Zylindermantel zur Bohrkleinabfuhr ausgerüstet. Hammerbohrkronen sind zur Verwendung mit dem Bohrhammer vorgesehen.
- Dosensenker werden in der Elektroinstallation zum Setzen von Unterputz-Dosen (z. B. für Steckdosen oder Lichtschalter) eingesetzt. Sie können mit ausreichend leistungsfähigen Schlag-Bohrmaschinen verwendet werden.
- Zur Gewinnung von Bohrkernen in Tiefbohrungen werden auch Bohrmeißel mit mittiger Öffnung (Ringbohrkronen) verwendet.
- Hohlkernbohrer dienen der Gewinnung von Bohrkernen aus Baumstämmen und Balken und Eisbohrkernen

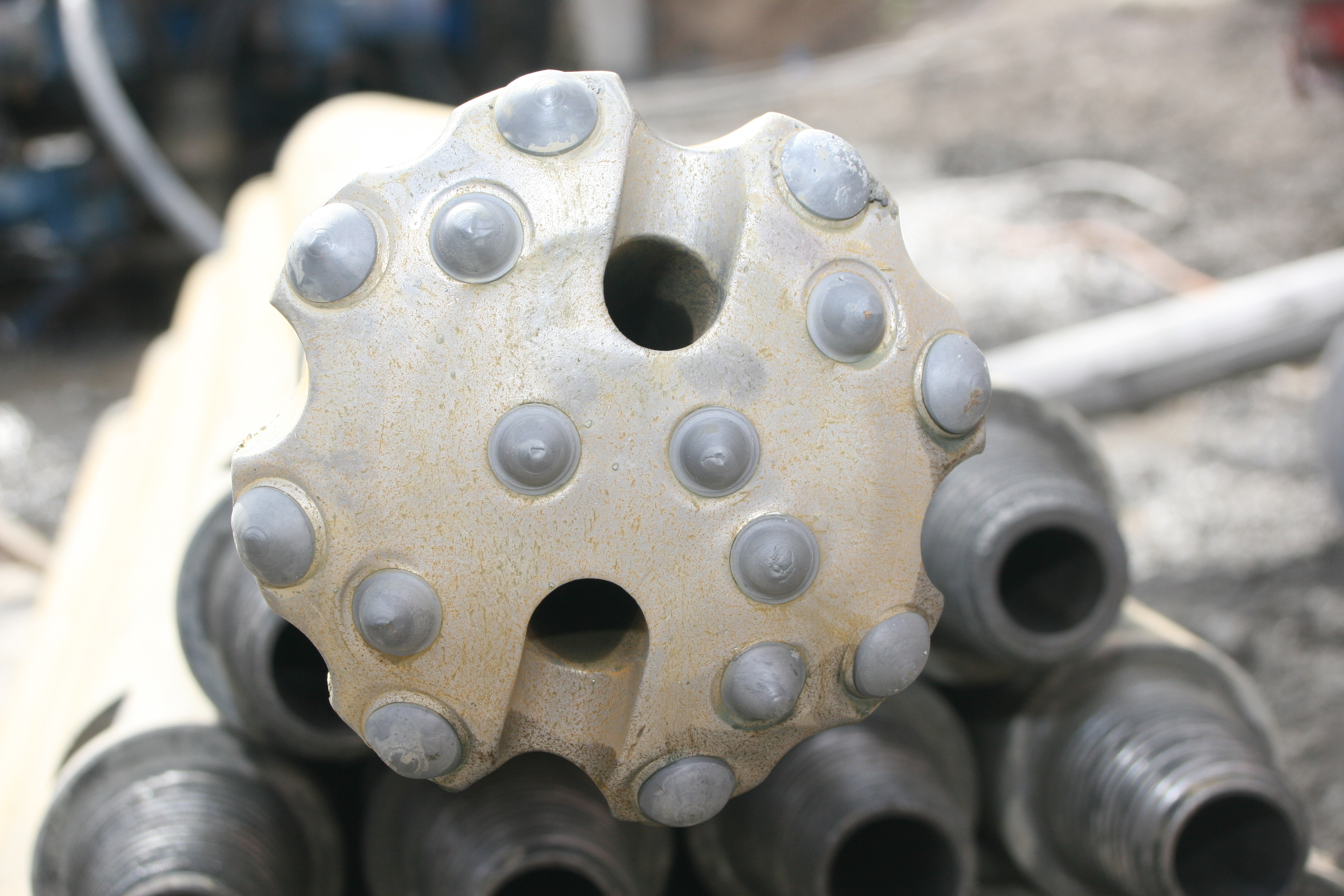
Bohrmeißel für eine Geothermiebohrung

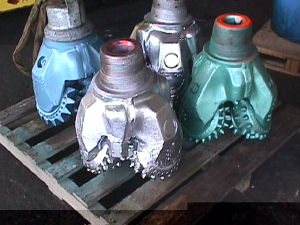
Rollenmeißel für Tiefbohrungen auf einer Transportpalette

### Bohrmeißel
Bohrmeißel, auch Bohrköpfe genannt, und Bohrkronen werden bei Bohrungen in festem Gestein eingesetzt (z. B. Rotary-Bohrverfahren). Sie zerstören das Gestein im Bohrlochtiefsten. Bohrmeißel zerstören die gesamte Bohrlochsohle, das Gesteinsmaterial wird als feines Bohrklein aus dem Bohrloch – meist mit einer flüssigen Spülung, bei kurzen Bohrlöchern auch mit Druckluft – herausgespült.
Bei Tunnel- und Tiefbohrungen werden PDC-Meißel für hartes und sprödes Gebirge oder Rollenmeißel, welche oft mit drei Rollen ausgestattet sind, für weicheres Gebirge eingesetzt.

### Fließbohrer (Fließlochbohrer)
Im Gegensatz zum spanenden Bohren ist das Fließbohren oder Fließformen (auch Fließlochbohren oder Fließlochformen) ein spanloser Umformprozess in dünnwandigem Werkstoff. Der Fließbohrer hat eine konische Spitze und einen daran anschließenden zylindrischen Teil, der den Durchmesser der entstehenden Bohrung bestimmt, jedoch keine Spanräume wie ein herkömmlicher Bohrer. Das bearbeitete Material wird nicht zerspant, sondern durch die Kraft des Bohrers und die entstehende Reibungswärme verdrängt und zu einem wulstförmigen Auswurf verformt. Fließbohrer werden aus Hartmetall hergestellt.